# Dziewczyna z Alabamy
Dziewczyna z Alabamy (ang. Sweet Home Alabama) – amerykańska komedia z 2002 roku z Reese Witherspoon w roli znanej projektantki mody w Nowym Jorku, która powraca w rodzinne strony, by zdobyć podpis swojego męża na dokumentach rozwodowych.

## Obsada
- Reese Witherspoon – Melanie Carmichael
- Josh Lucas – Jake Perry
- Patrick Dempsey – Andrew
- Fred Ward – Earl
- Candice Bergen – Burmistrz Kate Hennings
- Mary Kay Place – Pearl
- Jean Smart – Stella
- Ethan Embry – Bobby Ray
- Melanie Lynskey – Lurlynn
- Courtney Gains – Szeryf Wade
- Mary Lynn Rajskub – Dorothea
- Rhona Mitra – Tabatha Wadmore-Smith
- Nathan Lee Graham – Frederick Montana
- Sean Bridgers – Eldon
- Fleet Cooper – Clinton
- Kevin Sussman – Barry Lowenstein
- Mark Matkevich – Tom Darovsic
- Dakota Fanning – mała Melanie
- Thomas Curtis – młody Jake
- Jen Apgar – Starr
- Mark Skinner – Bruno
- Michelle Krusiec – Pan
- Phil Cater – Pablo
- Michael Snow – Devin
- Bob Penny – Wallace Buford
- Lee Roy Giles – Eugene, strażnik
- Afemo Omilami – Jimmy Lee
- Kevin Hagan – Jimmy, kierowca
- Dennis Ryan – Reporter
- Jim O’Connor – Reporter
- Leslie Hendrix – Reporterka
- Tony Rizzoli – Dżentelmen
- Bob Seel – Barman
- Kelsey Lowenthal – Carrie Lee
- Sarah Baker – Dix

## Fabuła
Melanie jest dziewczyną, która pochodzi z małego miasteczka w Alabamie. Tuż po ukończeniu szkoły średniej wychodzi za mąż za swoją młodzieńczą miłość, Jake’a. Para bardzo się kocha, jednak gdy Melanie zachodzi w ciążę, a potem ją traci, okazuje się, że nie tak powinno wyglądać jej życie. Opuszcza męża i rodzinę, by odciąć się raz na zawsze od wiejskiego, prostego nudnego życia, by spróbować czegoś, co da jej satysfakcję i spełnienie. Trafia do Nowego Jorku, gdzie robi karierę projektantki mody. Po siedmiu latach staje się najbardziej obiecującą projektantką mody w Ameryce. Oprócz tego spotyka się z Andrew, synem pani burmistrz, którego oświadczyny przyjmuje i się z nim zaręcza. W związku z tym musi powrócić do rodzinnej Alabamy, by Jake podpisał dokumenty rozwodowe. On jednak nie zamierza podpisać czegokolwiek. Melanie będzie musiała stoczyć walkę ze swym mężem, a pobyt w rodzinnych stronach da się jej we znaki. W ostateczności Melanie będzie musiała zadecydować, gdzie tak naprawdę jest jej miejsce na świecie. Czy to będzie ekskluzywny Nowy Jork u boku Andrew, czy też prosta Alabama z Jakiem?

## Opinie o filmie
- Kultura (dodatek do Dziennika Polska-Europa-Świat)[1]

W sumie: robota profesjonalistów, która przynosi oczekiwane rezultaty.

## Box office
| Świat | US$ 180,622,424 |